# Momento flettente
Il momento flettente è una coppia di due vettori forza, paralleli ed aventi verso concorde, aventi rette di applicazione non coincidenti. Il "momento flettente" è la sollecitazione che determina l'inflessione di travi e in genere aste snelle sottoposte a carichi trasversali. In questo caso il momento è il risultante di tutte le forze longitudinali scambiate su una sezione perpendicolare della trave.
{\displaystyle M=Fd}
Dove:
- M è il momento flettente (N mm)
- F è la forza
- d è il braccio, ovvero la distanza fra le rette di applicazione delle forze.

Tale azione M è detta flettente poiché in grado di imprimere una curvatura locale, nel suo punto di applicazione.
Possiamo meglio comprendere il concetto prendendo un ramo d'albero o semplicemente un bastone di legno. Impugnando il bastone alle sue estremità con le mani imprimiamo una flessione in modo che il bastone assuma una forma a U, con le fibre superiori compresse e le fibre inferiori tese. La sollecitazione impressa dalle nostre braccia al bastone è il momento flettente; la deformazione subita dal bastone è detta curvatura.
Se la deformazione è piccola, il legame matematico fra momento e curvatura è di tipo lineare (o se non lo è, in genere, lo si può assumere tale). Se il materiale è elastico, il fenomeno è reversibile, e ciò implica che smettendo di compiere lo sforzo con le braccia il bastone ritornerà alla situazione iniziale, detta configurazione indeformata.
Se la sollecitazione cresce ed oltrepassa un valore critico, avviene la rottura di alcune fibre, e si perde la reversibilità della deformazione: il bastone conserva una deformazione impressa mantenendo una piccola curvatura permanente, anche se la sollecitazione viene azzerata. Tale fenomeno prende il nome di plasticizzazione. Il campo plastico prevede un legame complesso e non lineare fra momento e curvatura.
La sollecitazione può crescere al massimo fino ad un valore limite, detto punto di rottura, raggiunto il quale avviene la rottura locale del bastone: si può vedere che le fibre rotte sono sfilacciate ed il bastone non ha più possibilità di resistere ad alcuna sollecitazione. Con lievi sforzi delle braccia è possibile imprimere al bastone delle considerevoli deformazioni.
Il legame fra momento flettente e curvatura in campo lineare è definito da:
{\displaystyle M=kE_{Y}J}
Dove:
- {\displaystyle M} è il momento flettente (N mm)
- {\displaystyle k} è la curvatura (mm^-1)
- {\displaystyle E_{Y}} è il modulo di elasticità (N mm^-2)
- {\displaystyle J} è il momento di inerzia (mm^4)

{\displaystyle E_{Y}J} prende il nome rigidezza flessionale e dipende dalla forma della sezione e dal tipo di materiale di cui è costituita. Più la rigidezza flessionale è elevata, maggiore è il momento flettente che bisogna applicare per ottenere una prefissata curvatura, o, viceversa, minore è la curvatura conseguente all'applicazione del momento flettente prefissato.

## Collegamenti
- Flessione retta